# モノクロームの境界
『モノクロームの境界』（モノクロームのきょうかい）はテーブルトークRPG(TRPG)『ナイトウィザード The 2nd Edition』のリプレイ作品。ファミ通文庫の公式サイト「FB Online」にて2008年6月から同年11月まで掲載され、2009年3月に、続編で書き下ろしの「赤き薔薇の女王」と合わせて文庫化された。
本記事では「赤き薔薇の女王」についても合わせて記述する。以下の記述で「第一話」は「モノクロームの境界」、「第二話」は「赤き薔薇の女王」を指すものとする。またリプレイ題については『』括りは書名、「」括りはリプレイそのものの題を示す。
リプレイの執筆はゲームマスターでもある久保田悠羅が担当。イラスト担当は石田ヒロユキ。

## あらすじ
輝明学園に通うウィザードの少女、芳緒菖子。幼い時からともに戦ってきた姉・美紅が謎の昏睡に陥ったのをきっかけに、彼女の周囲で異変が起き始める。翌日彼女が耳にしたのは、「夢の内容が現実に起こっている」という奇妙な噂。それは、世界結界の緩みを意味していた。菖子は級友の十文字冴絵らを伴い、謎の真実に挑む。

## 登場人物

### プレイヤーキャラクター
プレイヤーによって操作するキャラクター。PC。名前の横にカッコで記述されているのはプレイヤー名である。
属性についてはスラッシュをはさんで左側が第一属性、右側が第二属性となる。なお、ジロー以外のPC番号はスラッシュをはさんで左側が第一話、右側が第二話となる。第一話開始時点の総合レベルは2である。
芳緒菖子（よしお しょうこ、小島めぐみ)
ウィザードクラス：侍
スタイルクラス：アタッカー
PC番号：PC1/PC2
属性：〈火〉/〈風〉
輝明学園に通う高校二年生のウィザード。上に兄と姉が一人ずつ、弟が一人の四人兄弟(全員がウィザードで、クラスは侍／アタッカー）で、双子の姉・美紅とは特に仲がいい。
しかし、その美紅が突如として原因不明の昏睡に陥ったのをきっかけに、様々な思惑が絡んだ陰謀の中に巻き込まれていくこととなる。
以前命にかかわる大事故に巻き込まれたのだが、その際ベール＝ゼファーに命を救われている。彼女が菖子を気にかけるのは、菖子の持つ刀“菖蒲”にかかわりがある。
剣術は父親の開いている古武術の道場（増長館芳緒道場）で習ったもので、流派は錫蘭流。開祖が四天王の増長天から剣術を指南されたことに由来するらしい。後述のジローとは「世界の危機ごっこ」で遊んであげているのだが、その度に敵役にされる。
まじめで面倒見のいい性格なのだが、とにかく運が悪い。さらにプレイヤーの小島が肝心な場面でファンブルを連発したため、「ファンブル侍よしお」という不名誉なあだ名を頂戴してしまった。なお名字の「芳緒」は、小島がリプレイ開始前にある人物を怒らせてしまい、許してもらう条件として「リプレイで使うキャラを『よしお』という名前にするように」と言われたのが理由。
十文字冴絵（じゅうもんじ さえ、菊池たけし）
ウィザードクラス：聖職者
スタイルクラス：ヒーラー
PC番号：PC2/PC3
属性：〈水〉/〈天〉
『月は無慈悲な夜の女王』から登場したキャラクター。輝明学園に通う高校二年生の少女。
元絶滅社の傭兵で、自身の所属部隊で一人の戦死者も出さなかったことから「生ける伝説（本作では「リビングレジェンド」と自称）」と呼ばれている。0-Phoneの着信音はハインドDのローター音らしい。
今回はその設定に追加が行われ、チャールズ半田という同じく絶滅社の傭兵の弟子だった事が判明している。また、額にある古傷についても第二話でその由来が明らかとなった。
ダグラスの父親であるグラントとはかつての宿敵だが、ダグラス個人との関係は良好であり、グラントに対しても今は敵意はない。剣道部は未だに廃部寸前らしく、転校してきたばかりのダグラスをいきなり勧誘していた。
ヒーラーとしての能力は健在だが、回復方法は相手を殴る（竹刀ではなく素手で）という豪快なものらしい。ちなみに竹刀はただ持っているだけ（劇中ではジローにツッコミを入れた際に一度使用しただけ）。
なお、お化けが苦手。割り切る性格らしく、チャールズが敵として現れた際には何の躊躇もなく全力攻撃を決断していた。後述の二人と同じく幽霊が苦手。
『月は無慈悲な夜の女王』で既に登場していたため、他PCに合わせて今回はレベルを下げられそうになったものの菊池が「そんなのは柊だけで充分」と猛反対したため、PC全員がレベル2という事になった。
ダグラス・チェンバレン（長田崇）
ウィザードクラス：吸血鬼
スタイルクラス：ディフェンダー
PC番号：PC3/PC1
属性：〈天〉/〈地〉
イギリス出身の吸血鬼。ただし純血ではなく、母親のマーガレットは人間の夢使い。
母親ともども父親のグラントに連れられ、所属していた吸血鬼結社「オーファルコート」から逃げ出したのだが、途中で追っ手にマーガレットが殺され、さらにグラントも行方知れずとなって途方に暮れていた所をアンゼロットに拾われ、その縁で現在はロンギヌスとして働いている。任務とあれば拒否することはなく、どこにでも素直に赴く。
グラントから渡されたチェンバレン家伝統のプレートアーマーを所持しており、戦闘時にはこれを装着する。なお、本人はグラントも既に死んだと思っていた。
現在住んでいるのはアニメ版で志宝エリスが住んでいたマンション。
非常に素直かつ臆病な性格で、自身が吸血鬼であるにもかかわらず幽霊が大の苦手。また、一応凄んでも少し睨まれただけで萎縮してしまう。しかもかなりの心配性で、MPヒールポーションを10本買い込んだにもかかわらずまだ不安が残るほど。第一話では自分を見つめる謎の視線に怯えていたが、この視線の正体は最後まで不明のまま。
後述のジローとは縁戚関係。
プリプレイでプレイヤーの長田が二つ名をダイスで決定したところ、何と死の茄子色プルート（長田曰く「すぐ死にそうな名前」になってしまった。
如月ジロー（きさらぎ ジロー、鈴吹太郎)
ウィザードクラス：夢使い
スタイルクラス：キャスター
PC番号：PC4
属性：〈冥〉/〈虚〉
ナイトメアの甥っ子にしてその弟子たる夢使い。8歳の小学生だが、ウィザードという仕事柄、大人びている。
二つ名はナイトメアにあやかって自称「ドリームキッド」。ナイトメアを非常に尊敬しており、とにかく彼の真似がしたいがために衣装や二つ名、リプレイでナイトメアが発していた「どり～む」の口癖まで真似している。挿絵がないため素顔は不明。ちなみに彼にとってのナイトメアは、初登場したリプレイ『紅き月の巫女』ではなくアニメ版らしい。
本人は正体を隠しているつもりだが、周囲にはバレバレ。強力な魔装を二つも所持しており、単身でも冥魔を一掃できる程の実力者だが、未熟ゆえに夢使いの代名詞たる特殊能力《夢語り》が使えない。リプレイでは描写されていないが凄まじい方向音痴。さらに、ダグラスほどではないが幽霊が苦手。
衣装を着ている時は自分の事を「ドリームキッド」と呼ぶよう周りに言っている。
ナイトメアの事は普段「マユリちゃんのとこのおじちゃん」と呼んでいるが、任務中もそう呼んでしまう事が多く、そのたびに窘められている。菖子とはクラスメイトの子供たちも交えて「世界の危機ごっこ」なる一歩間違えば正体がばれかねない遊びに付き合ってもらっており、家も近所。前述のダグラスからのPC間コネクションは「家族」なのだが、これに対してジローのプレイヤーの鈴吹が「ダグラスの母親がドリームマン一族」という設定を考案。その結果縁戚関係となった。
小学生だけにおやつが楽しみなのだが、しょっちゅう忘れる。

### ノンプレイヤーキャラクター
GMが操作するキャラクター。NPC。

#### 芳緒家
芳緒美紅（よしお　みく）
菖子の双子の姉で、第一話のキーパーソン。クラスは侍/アタッカー。
菖子とは鏡にうつしたようにそっくりで、違うのは剣の構え。
チャールズ半田の行方を追っていたのだが、第一話冒頭で謎の昏睡に落ち、それ以来秋葉原を中心に「夢が現実に起こる」という現象が多発するようになる。
実はチャールズを苦しみから解放するために命を奪ったのだが、それが元で「眠りの贄」となってしまっており、双子の妹である菖子を通じて夢の世界が現実を蝕んでいた。だが、逆にそれを利用して夢の世界に入り込んだ菖子たちによって救い出され、昏睡から覚めた。
第二話では父親ともども修行に出ていたところをグラントに襲撃され、愛刀“紅葉”を奪われてしまう。その際実にあっさりと負けたらしいが、その理由は父親に「刀を奪われてはいかんから素手で戦え」と無茶を言われたためらしい。ちなみに父親の事は「親父殿」と呼ぶ。
芳緒鬼一(よしお きいち)
菖子の長兄。大刀“鬼百合”を持つウィザードで、クラスは侍/アタッカー。
オーファルコートの調査中にグラントに襲われて刀を失い、入院するはめになった。人物像は不明。
長髪で美形らしい。
芳緒竜生(よしお りゅうせい)
菖子の弟。刀“竜胆”を持ち、クラスは他の三人同様侍/アタッカー。
鬼一・美紅同様刀をグラントに奪われ、入院していた。
輝明学園中等部の三年生で、剣道部所属。エンディングでは高等部に上がった後剣道部に入り、冴絵からヒーラーとしての特訓を受けている。
芳緒武蔵（よしお むさし）
菖子たちの父親で芳緒家の現当主。
ウィザードとしての実力は最強レベルで、クラスは（恐らく）勇者・侍・竜使い/アタッカー。四本の刀を子供たちに継がせ、自分は余生をのんびりと過ごすつもりだったらしい。
プラーナを自在にコントロール出来る上、刀の技と無手の戦闘術を両方極めた超人。第二話で美紅とともに修行に出ていたが、途中で鉢合わせたグラントに敗れて重傷を負った。
エンディングでは刀が菖子の“菖蒲”のみとなったのとアルティシモを倒したのが彼女であることを受け、彼女に当主を譲った。

#### チェンバレン家
グラント・チェンバレン
ダグラスの父親で冴絵のかつての宿敵。クラスは吸血鬼/キャスター。身長2メートルの巨漢。
10年前、ある古城で当時7歳の冴絵と戦っており、彼女の額の傷はこの戦いで出来たもの。
元はオーファルコートの四人のリーダーの一人「ダイヤのキング」であるが、妻のマーガレットと息子のダグラスを連れて組織を脱走。その後、自身はアンゼロットの協力を取り付けた後イギリスにとって返して本部に乗り込み、「ハートのクイーン」と戦って勝利した。
彼がこのような行動に出たのは、オーファルコートの内部調査を進めるうちに「ハートのクイーン」に関するある事実を知ったため。彼はその事実と対抗策を本部にある自身の研究室に残しており、これが第二話の鍵となった。
だが、本人は「ハートのクイーン」の剣に体を乗っ取られてしまい、菖子の兄弟を次々と襲って刀を奪い続け、最後はオーファルコート本部で待ち構えていた。その途中、一人の魔王を本体ごと滅ぼすという離れ業をやってのけたが、これにはある理由があった。最終的には菖子たちのおかげで正気を取り戻し、全てが終わった後、世界各地の吸血鬼達を説得するための旅に出た。
マーガレット・チェンバレン
ダグラスの母親でドリームマン一族の夢使い。
本人は既に故人だが、第一話で幻影が登場している。なお、秋葉原で命を落としたらしい。
第二話ではなぜかダグラスではなくジローの夢に登場し、菖子を助けるよう言っている。なおその際、「おばちゃん」と呼んだジローに対し「お姉ちゃん」と呼ぶよう強要していた。

#### ウィザード
アンゼロット
第八世界ファー・ジ・アースの守護者。オーファルコートに反旗を翻したグラントの後ろ盾でもある。第一話、第二話双方に登場する。
第一話で、秋葉原に出現したベール＝ゼファーの真意を探るべくダグラスに命令を下した。第三世界エル＝ネイシアへの出立間際とあって、エンディングでダグラスを労った際、その旨を告げている。
第二話では既にエル＝ネイシアに旅立っているため名前のみの登場だが、グラントにアルティシモを倒すための鍵となる石板を渡していた事実が明かされている。
チャールズ半田（チャールズはんだ）
絶滅社の傭兵で、冴絵の師。第一話のみに登場する。
強化人間だが緋室灯などとは違い性格はかなり陽気で、アメリカンジョークも飛ばす。コードネームは「ハンプティ・ダンプティ」。「半田」からつけられた。
サングラスにスキンヘッドという特徴的な風貌をしており、冴絵はそのスキンヘッドでチャールズと気づいていた。
物語の開始時点ですでに死亡している。魔王ローズ＝ビフロに関する調査の中である少女と出会い、彼女を苦しみから解放するために命を奪ったのだが、それが原因で「眠りの贄」となってしまい、その後自身の幻影に接触した美紅によって殺され、死者の軍団となっていた。
中盤、ローズの下僕として美紅とマーガレットの幻影を従え、冴絵達の前に敵として登場。しかし僅かに残る自我を振り絞ってハンドサインで「自分を集中攻撃しろ」と冴絵に指示を出し、敗北後、これまで調べ上げた「眠りの贄」と「夢の檻」、そしてローズに関する秘密を冴絵たちに伝えて消えていった。彼のもたらした情報のおかげで、冴絵たちは事態の収拾に向けて大きく前進することとなった。相当な実力者で、グラントとも戦えるほどだったようだ。なお、消滅間際にもアメリカンジョークは健在であり、激しくツッコまれた。
ナイトメア
『紅き月の巫女』から登場した夢使い。本名は鈴木太郎。第一話のみに登場する。
同作のエンディングで娘が生まれており、その関係から甥で弟子のジローから「マユリちゃんのとこのおじちゃん」と呼ばれているが、任務中は「ナイトメア」と呼ぶようにその都度念を押している。しかし、本人も任務中に「ジロー」と呼んでは「ドリームキッド」と呼ぶように念を押されている。
各所で重要な役割を担った。今回はNPCとしての登場だが、『紅き月の巫女』でのプレイヤーである鈴吹がよく乗っ取っていた。
彼も関係するドリームマン一族は、彼の愛称である「ドリームマン」が由来。なお「ナイトメア」は二つ名だが、一部では「ナイトメア＝ドリームマン」と呼ばれる事がある。
赤羽くれは
『星を継ぐ者』から登場した陰陽師。第二話のみに登場する。
不在のアンゼロットに代わって守護者代行としてダグラスに命令を下した。「死にそうなくらい忙しい」らしく、オープニングでダグラスに指示を出した際のセリフが、「オーファルコートの調査をしている芳緒鬼一さんの支援をするかしないか、『はわ』か『はわわ』でお返事ください」というめちゃくちゃなものだったことからそれがうかがえる（菊池たけし曰く「脳が死んでる」）。
神宮寺百合子（じんぐうじ ゆりこ）
『月は無慈悲な夜の女王』から登場した侵魔召喚師。輝明学園に通う高校二年生。冴絵の友人。第二話のみに登場する。
ある任務で魔王が召喚出来ず、他の侵魔召喚師にも同様な現象が起きている事を冴絵に伝える。終盤、芳緒家の刀に隠された秘密を求める菖子に応じてベール＝ゼファーを召喚した。

#### 裏界の魔王
ベール＝ゼファー
“蝿の女王”の二つ名を持つ、裏界の大魔王。今回は敵としてではなく、助言者として、また第一話ではローズの対戦相手として登場。
第一話の時点では「涼風鈴」という本名をもじった偽名で登場。再登場時にはベルとして現れたが、服装は看護師のままだった。そのためか第二話で登場した際、ジローに「看護師のお姉ちゃん」、さらに沙絵には「コスプレ大魔王」と言われていた。
ローズからゲームを持ちかけられた際は渋々ながら承諾したが、実はリオンによってあらかじめその事実を知らされており、逆にローズをまんまと嵌めることに成功した。
芳緒家に伝わる四振りの刀に以前から注目しており、秘密裏にその力を利用して優位に立とうと考えていたが、とある事件からそれが明るみに出てしまい、目論見はあえなく頓挫してしまった。だが、まだ諦めてはいない。
ローズ＝ビフロ
裏界の公爵で二つ名は“死霊女王”。第一話の大ボス。服装は血のにじむ包帯や安全ピンで装飾されたグロテスク・ロリータ。設定されたクラスは夢使い/キャスター。その名の通り死者を操る能力を持ち、最大の恐ろしさは自身の領域たる「夢の檻」にある。
これは彼女の配下である死者の軍団を蓄えておくための場所であり、維持するには核となる「眠りの贄」が必要。その眠りの贄が命を落とすか目覚めることで贄は死者の軍団にとり殺され、軍団に加わる。
今回もその目的でチャールズ、そして美紅を「眠りの贄」としたが、チャールズの情報とベルからのヒントで真相に気付いた菖子たちに「夢の檻」へ乗り込まれた上に死者の軍団を沙絵に解放されてしまった。
そのため自身が戦いに赴き、菖子の不調もあって終始優位に立ったが、ジローの奮戦により紙一重のところで敗れ、完全に無力化された。
退屈しのぎにベルに対してゲームを持ちかけたが、逆に嵌められた事には最後まで気付かなかった。
リオン＝グンタ
あらゆる秘密を知る書物を持つ、"秘密侯爵"の二つ名を持つ魔王。インタールードでベルと会話していた。本編には第二話のエンディングでベルとともに少しだけ登場している。
オリビエ＝アークス
“星詠みの”の名を持つ裏界の魔王。占い師風の格好をした女性。
実力はかなりのもので、芳緒家の刀を奪わせまいとグラントに立ちふさがったが、アルティシモの力で無敵のグラントが相手では敵うはずもなく、本体ごと倒された。
『愛はさだめ、さだめは死』のモッガディート、モーレ＝アモーレと同じく、完全に滅び去った魔王の一人。リプレイに使える名前付き魔王は貴重なため、GMが菊池から文句を言われていた。

#### 冥魔
アルティシモ
第二話の大ボス。オーファルコートの四人のリーダーの一人「ハートのクイーン」……の持っている、自我を持った剣。
その正体はファンブック『オペレーション・ケイオス』に登場した冥刻王メイオルティスの剣。冥界の冥魔以外が使うとその体を乗っ取る能力を持ち、さらに持ち主に対して無限の魔力を供給、完全体ならば世界結界すら破壊する事が出来る。データとしては、特殊能力の回数制限・代償をなくし、月匣をも破壊できる。
生命力を包む結界状のフィールドを破ることで魔王をも滅ぼす事が出来、グラントがオリビエを滅ぼせたのはこれが理由。なお、同様の理由で月衣も破れる。
剣としての外見はバラの紋様が刻まれた両刃の大剣で、グラントが制御から離れた後は薔薇の意匠のドレスを纏った少女の体を作り出し、襲ってきた。設定されたクラスは魔剣使い/アタッカー(本人が魔剣だが)。
最後には菖子たちに敗れた後、メイオルティスや己が敗北した理由を悟り、菖子の一撃で完全に破壊された。

### その他の登場人物・用語など
夢の檻
ローズの領域で、彼女の配下である死者の軍団を蓄える場所。維持するには「眠りの贄」という核が必要。色彩がなく、黒と白のチェス盤のような世界で、内部では夢と現実の区別がつかなくなる。なお、「眠りの贄」は中央奥にあるクイーンの駒に拘束される。
眠りの贄
「夢の檻」に囚われた人間で、昏睡状態で夢を見続けることを強要される。「夢の檻」は贄の見る夢の世界に作られる。途中で「夢の贄」と誤表記されていた。
目覚めさせる、または命を奪うと贄は死者の軍団に取り殺されて軍団に加わり、目覚めさせた、または殺した人間が新たな贄となる。この時誰もアクションを起こさない場合、「夢の檻」が近しい人物に幻影や夢を使って贄を殺すよう持ちかける。
劇中ではチャールズと美紅がこれに該当するが、美紅の場合は贄を取り殺す役の死者の軍団を先に倒すという方法で助けられた。
オーファルコート
グラントがかつて所属していた吸血鬼結社。イギリスのロンドン、ピカデリー三四七番地の教会を本部とする。トランプの絵札の名を冠した四人のリーダーが統率する。
事実上の指導者は「ハートのクイーン」のアルティシモで、表向きの目的は吸血鬼によるファー・ジ・アースの支配であり、そのために「四振りの魔剣」を見つけ出そうとしていた。裏に隠された事実はアルティシモの完全復活であり、魔剣はその欠片（一般のメンバーや他のリーダーは知らない）。ちなみにここまで見つからなかったのは、欠片が予想に反して「剣」ではなく、彼らにとって馴染みのない「日本刀」になって極東にあったかららしい。
グラントがアルティシモに乗っ取られたのを境に弱体化が進み、最終的には四人のリーダーを全て失い（グラントと「スペードのエース」アルダスは離脱しただけで生存）、本部は壊滅している。しかし支部ネットワークはヨーロッパを中心に健在であり、第二話のエンディングでグラントは各支部に人類との連携を説得するための旅に出る。
芳緒家の刀
菖子たちが持っている刀で、銘はそれぞれ“菖蒲”“紅葉”“鬼百合”“竜胆”。アルティシモの欠片から鍛えられた刀で、封印を解くと魔王に対して致命的一撃を与えられるようになる。
第二話で“菖蒲”以外の三本がアルティシモに取り込まれた。最終的には取り戻されたが、その存在を危険視した魔王側からの申し入れで“菖蒲”を除く三本が封印されてしまった。
ドリームマン一族
夢を守るため、世界を股にかけて活躍する夢使い一族。中でもマーガレット出身のイギリスの一族は名門で、「女王陛下が眠る際に子守歌を歌ったりする役目を仰せつかっている」らしい。また、MI6にも何人かいる。
一族と婚姻を結んだ人物も一族として扱い（夢使いでなくとも）、そして決して一族を見捨てないのが信条。その意味ではグラントとその息子であるダグラスも入る。なお、ナイトメアとジローも一族の一人だが、ジローに関してはどういう関係かが不明（父親が恐らくイノセントのため、母親が一族ではないかと思われる）。

## 第二次古代神戦争
『モノクロームの境界』は、『ナイトウィザード The 2nd Edition』と『セブン＝フォートレス メビウス』を連結する事件「第二次古代神戦争」の一環である。
第一話「モノクロームの境界」は200X+1年5月、第二話「赤き薔薇の女王」は200X+2年2月の出来事である。この間、第八世界ファー・ジ・アースには守護者アンゼロットの第三世界エル・ネイシア遠征（『セブン＝フォートレス メビウス』リプレイ『シェローティアの空砦』）、“金色の魔王”ルー＝サイファーの復活と冥刻王メイオルティスの襲来（リプレイ『聖なる夜に小さな願いを』及びボイスドラマ『蘇りし友、来たり』）という重大事件が相次いで発生している。
芳緒家に伝わっていた4本の刀と、吸血鬼結社オーファルコートの首領「ハートのクイーン」の正体は、第一次古代神戦争にて失われたとされていたメイオルティスの魔剣「アルティシモ」であった。この事実を知った魔王ベール＝ゼファーは、いずれ復活するであろうルー＝サイファーを牽制するためにアルティシモの破片全てを収集すべく動いていた。しかし、同じオーファルコートの首領「ダイヤのキング」グラント・チェンバレンが「ハートのクイーン」を倒した事で事態は一変する。
アルティシモには、冥魔以外が使うと使用者の体を乗っ取る能力がある。グラントを支配したアルティシモは、芳緒家の刀の回収に動いていた魔王オリビエ＝アークスを消滅させたが、これによってアルティシモが表界のウィザードの手にある事と、ベール＝ゼファーがそれを秘匿していた事実が裏界の魔王に露見してしまい、第八世界表裏の関係は一時冷却化してしまう（これが第二話で、神宮寺百合子が魔王を召喚出来なくなった原因であった）。事件終息後、芳緒武蔵同席のもと、赤羽くれはとルー＝サイファーとの間で会談が行われ、「アルティシモの破片である芳緒家の刀4本の内3本はアンゼロット宮殿に封印する。その封印の鍵は裏界側が保有する」事で表裏両界は合意した。
アルティシモの破壊と封印は、本来の所有者であるメイオルティスには知られることなく実行された。アルティシモに代わる「七罪の宝玉」もルー＝サイファーに奪回されたメイオルティスが、新たな力の源泉を求めて動くのはもう少し後のことである。